# Campionato bulgaro di calcio a 5 2008-2009
Il Campionato bulgaro di calcio a 5 2008-2009 è stata la sesta edizione del massimo campionato di calcio a 5 della Bulgaria, giocato nella stagione 2008-09 con la formula del girone unico con girone finale di playoff, e che ha visto la vittoria finale del MFC Varna, al suo terzo titolo di Bulgaria.

## Classifica finale
| Pos | Squadra             | Pti | G  | V  | N | P  | GF  | GS  |
| --- | ------------------- | --- | -- | -- | - | -- | --- | --- |
| 1   | MFC Varna           | 40  | 16 | 13 | 1 | 2  | 109 | 31  |
| 2   | Odesos Varna        | 30  | 16 | 9  | 3 | 4  | 62  | 38  |
| 3   | Vekta Plovdiv       | 30  | 16 | 10 | 0 | 6  | 74  | 68  |
| 4   | Nadin Sofia         | 29  | 16 | 9  | 2 | 5  | 75  | 55  |
| 5   | Levski Sofia Zapad  | 28  | 16 | 8  | 4 | 4  | 56  | 38  |
| 6   | Academica Mix Sofia | 26  | 16 | 8  | 2 | 6  | 77  | 69  |
| 7   | MAG Varna           | 18  | 16 | 5  | 3 | 8  | 72  | 72  |
| 8   | Mirinex Russe       | 4   | 16 | 1  | 1 | 14 | 39  | 118 |
| 9   | FK G Sofia          | 3   | 16 | 1  | 0 | 15 | 41  | 116 |
| 10  | Moni Gabrovo*       | 0   | 0  | 0  | 0 | 0  | 0   | 0   |

* estromessa dal campionato

## Playoff
| Pos | Squadra       | Pti | G | V | N | P | GF | GS |
| --- | ------------- | --- | - | - | - | - | -- | -- |
| 1   | MFC Varna     | 9   | 3 | 3 | 0 | 0 | 14 | 6  |
| 2   | Odesos Varna  | 6   | 3 | 2 | 0 | 1 | 12 | 5  |
| 3   | Vekta Plovdiv | 3   | 3 | 1 | 0 | 2 | 11 | 12 |
| 4   | Nadin Sofia   | 0   | 3 | 0 | 0 | 3 | 2  | 16 |